# Società Sportiva Gualdo 1993-1994
Questa voce raccoglie le informazioni riguardanti la Società Sportiva Gualdo nelle competizioni ufficiali della stagione 1993-1994.

## Rosa
| N. |                   | Ruolo | Calciatore         |
| -- | ----------------- | ----- | ------------------ |
|    | Italia (bandiera) | D     | Guido Belardinelli |
|    | Italia (bandiera) | A     | Luca Bonaventura   |
|    | Italia (bandiera) | A     | Omar Canestrari    |
|    | Italia (bandiera) | C     | Massimo Cocciari   |
|    | Italia (bandiera) | D     | Massimo Costantini |
|    | Italia (bandiera) | D     | Gianluca Lagati    |
|    | Italia (bandiera) | D     | Claudio Lombardo   |
|    | Italia (bandiera) | D     | Zoran Luzi         |
|    | Italia (bandiera) | C     | Sandro Melotti     |
|    | Italia (bandiera) | P     | Vincenzo Nunziata  |

| N. |                   | Ruolo | Calciatore           |
| -- | ----------------- | ----- | -------------------- |
|    | Italia (bandiera) | D     | Alessandro Quattrini |
|    | Italia (bandiera) | C     | Alessandro Serra     |
|    | Italia (bandiera) | C     | Paolo Sto            |
|    | Italia (bandiera) | C     | Renzo Tasso          |
|    | Italia (bandiera) | A     | Pierpaolo Tomassini  |
|    | Italia (bandiera) | A     | Pasquale Traini      |
|    | Italia (bandiera) | A     | Ettore Turchi        |
|    | Italia (bandiera) | P     | Oscar Verderame      |
|    | Italia (bandiera) | C     | Franco Zanchi        |